# San Mamés
San Mamés je stadion nogometnog kluba Athletic Bilbao, najstariji španjolski stadion u još u upotrebi. 
Gradnja stadiona započela je 20. siječnja 1913. godine. Prva službena utakmica odigrana je 21. kolovoza 1913. godine, dok je prvi gol na novom stadionu postigao legendarni igrač kluba iz Bilbaa Rafael Moreno Aranzadi "Pichichi". Kroz godine stadion se konstantno nadograđivao. Zaradom od prodaje Jesúsa Garaya klub je povećao kapacitet sjeverne tribine koja nosi ime ovog igrača. 
Od 28. travnja 1963. godine postavljena je umjetna rasvjeta. Nakon što je Španjolskoj dodijeljeno domaćinstvo svjetsko nogometno prvenstvo 1982. godine godine, stadion u Bilbau je izabran kao jedan od stadiona na kojem će se igrati utakmice prvenstva. Tako 1980. godine počinju radovi popravka i restruktuiranja stadiona za predstojeće Prvenstvo.
Danas je kapacitet stadiona 39.750 sjedećih mjesta. Dimenzije travnjaka su 103x68 metara. U ožujku 2006. odobren je plan izgradnje novog stadiona blizu mjesta gdje se nalazi današnji stadion gdje se nekada nalazio Bilbao International Trade Fair. Novi će stadion imati kapacitet 56.000 sjedećih mjesta. Dosadašnji stadion će se srušiti nakon što budu izgrađene 3/4 novog stadiona na kojem će se tada započeti igrati službene nogometne utakmice.